# Sept Pagodes
Les Sept Pagodes est le nom qui fut donné par les Français, à l'époque de la conquête (fin du XIXe siècle), à la ville de Phả Lại au Tonkin (Viêt Nam) et à sa région, de nos jours la province de Hải Dương. Le nom Sept Pagodes n'est plus utilisé localement depuis le milieu du XXe siècle, mais demeure employé en Occident.